# Warwick Dalton
Warwick Dashwood Hirtzel Dalton (* 19. Februar 1937 in Ōtāhuhu) ist ein ehemaliger neuseeländischer Radrennfahrer.

## Leben
Warwick Dalton war sowohl ein starker Straßen- wie auch Bahnradfahrer. Im Laufe seiner Karriere konnte er allein elf Neuseeländische Meistertitel auf der Bahn gewinnen. 1959 beendete Warwick Dalton die Tour of Southland als Sieger; diesen Erfolg konnte er zweimal, 1961 und 1969, wiederholen. Er erreichte vordere Platzierungen bei weiteren Straßenrennen wie etwa der Tour of Britain (3. Platz 1961) oder der Schweden-Rundfahrt. 1961 siegte er im Grand Prix of Essex. 1963 wurde er zudem Australischer Straßenmeister.
Zweimal, 1956 in Melbourne sowie 1960 in Rom, nahm Dalton an Olympischen Spielen teil und bestritt Bahn-Wettbewerbe wie das Zeitfahren sowie die Mannschaftsverfolgung, konnte jedoch keine Medaille erringen. Bei den Commonwealth Games 1958 in Cardiff gewann er zwei Bronzemedaillen im Zeitfahren auf der Bahn sowie in der Einerverfolgung.
Warwick Dalton bestritt auch zwölf Sechstagerennen, allerdings nur in Australien und Neuseeland. 1963 gewann er das Sechstagerennen von Launceston gemeinsam mit Giuseppe Ogna.